# تیوکربوکسی

ساختار کلی تیوکربوکسی که در آم R یک زنجیر جانبی است.

تیوکربوکسی(به انگلیسی: Thiocarboxy) نام گروه عاملی در شیمی آلی است که از جانشینی یک اتم گوگرد در ساختار کربوکسیلیک اسید به جای اکسیژن، به وجود می‌آید.